# Milow
Jonathan Vandenbroeck, bedre kendt under sit kunstnernavn Milow (født 14. juli 1981 i Borgerhout), er en belgisk singer-songwriter.
Milow blev spottet under den belgiske rock-konkurrence Humo's Rock Rally i 2004, som han dog ikke vandt. Han producerede sit første album, The Bigger Picture, sammen med Nigel Powell i 2006. Singlen "One of It" blev populær i belgisk radio. Efterfølgeren "You Don't Know" blev endnu mere populær, og Milow fik sin egen blog på De Standaards hjemmeside. I 2007 var hans åbningsnavnet på Rock Werchter. 
Hans store gennembrud kom i 2008, da han på opfordring af en lokalradio indspillede en akustisk coverversion af "Ayo Technology", der oprindeligt blev fremført af 50 Cent, Justin Timberlake og Timbaland. Alene på YouTube har videoen til Milows sang været vist over 28 mio. gange. Singlen blev nummer 1 i både hjemlandet Belgien, Nederlandene, Sverige, Schweiz og Danmark.
Han optrådte i 2009 på Nibe Festival som erstatning for Cut'N'Move.